# Russula xerampelina
Russula xerampelina es un hongo basidiomiceto comestible, de la familia Russulaceae. Crece en suelos ácidos de bosques de coníferas y piceas. Su seta, o cuerpo fructífero, aflora de verano a otoño. Su epíteto específico xerampelina significa "del color de las hojas secas". Esta especie, como muchas del género Russula, es polícroma. Por ello, sus setas pueden presentar varias tonalidades, principalmente rojo purpúreo o carmín y, a veces, ocre.

## Descripción

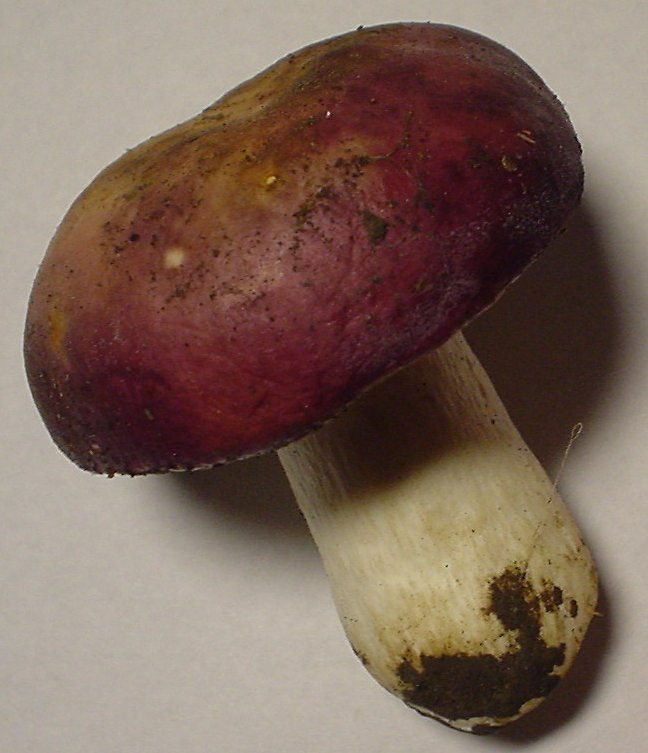
Seta de R. xerampelina, en cuyo sombrero pueden apreciarse decoloraciones ocres.

El cuerpo fructífero presenta un sombrerillo de entre 5 y 15 centímetros de diámetro, convexo en ejemplares jóvenes, que posteriormente toma forma aplanada y finalmente queda deprimido en el centro, conservando el borde replegado hacia el interior. En ejemplares bien desarrollados, el borde es acanalado. La cutícula es lisa, viscosa en ambientes húmedos y ligeramente separable cerca del borde. Es de color rojo purpúreo o carmín, más oscura en el centro del sombrerillo. A menudo presenta zonas decoloradas, que muestran un color ocre. Las láminas miden entre 6 y 16 milímetros de ancho, son adheridas, casi libres, y están algo espaciadas, especialmente en ejemplares maduros, con bifurcaciones y, cerca del pie, anastomosadas. Son blancas al principio, tomando un color ocráceo más tarde. El pie alcanza entre 6 y 9 centímetros de longitud y entre 2 y 3 de ancho, presenta finas rugosidades longitudinales y es de un color rojizo más claro que el del sombrero, sobre fondo blanco. Es cilíndrico, y en ejemplares jóvenes, macizo, y pasa a ser cavernoso cuando la seta envejece. Es algo más grueso en la zona más cercana al sombrerillo. La esporada es de color ocre. La carne es compacta y dulce, de color blanco, aunque bajo la cutícula presenta un color rojizo purpúreo, y desprende un característico aroma a marisco cocido, que se hace más patente conforme la seta envejece.

## Hábitat y distribución
Es una especie de amplia distribución, bastante común en zonas templadas del hemisferio norte. Se le encuentra desde Costa Rica hasta el círculo polar ártico. La seta aparece en otoño, y crece en forma solitaria o en grupos, formando micorrizas con coníferas, y parece tener preferencia por árboles del género Pseudotsuga (abeto Douglas), así como por distintas especies de pinos y alerces. A veces se le encuentra en bosques de árboles caducifolios, como hayas o robles.